# Bo Svensson
Bo Svensson (* 4. August 1979 in Skørping) ist ein ehemaliger dänischer Fußballspieler und heutiger Fußballtrainer.
Der Innenverteidiger absolvierte für den FC Kopenhagen 150 Spiele in der Superliga und wurde 2001, 2003 und 2004 dänischer Meister. In Deutschland spielte Svensson für Borussia Mönchengladbach und den 1. FSV Mainz 05 insgesamt 122 mal in der Bundesliga sowie 19 mal für die Mainzer in der 2. Bundesliga. Er lief dreimal für die dänische Nationalmannschaft auf.

## Karriere als Spieler

### Verein

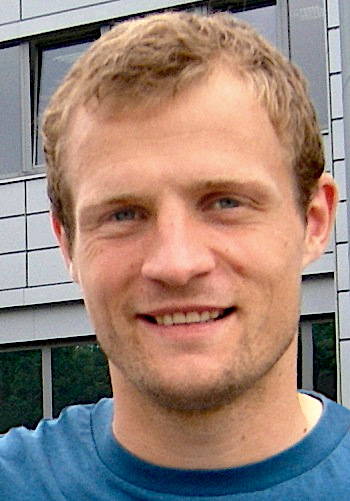
Bo Svensson (2006)

Svensson wurde in Skørping im Norden von Jütland geboren und ist aufgewachsen in der Hauptstadt Kopenhagen. Als Jugendspieler und später als Profi war er in Dänemark nur beim Kjøbenhavns Boldklub und dem 1992 daraus hervorgegangenen Fusionsklub FC Kopenhagen aktiv. Mit dem FCK gewann er 2001, 2003 und 2004 die dänische Meisterschaft und 2005 die erstmals ligaübergreifend zwischen skandinavischen Verbänden ausgespielte Royal League 2004/05, zu der er im Finale im Elfmeterschießen einen Treffer beisteuerte.
Im Januar 2006 wechselte der hochgewachsene Innenverteidiger zum deutschen Bundesligisten Borussia Mönchengladbach. Bis zum Abstieg im Sommer 2007 spielte er 32-mal in der Bundesliga; er war zuletzt unter den Trainern Jupp Heynckes und Jos Luhukay nur noch selten zum Einsatz gekommen. Svensson nutzte eine Ausstiegsklausel in seinem Vertrag und verließ die Borussia, da er nicht in der 2. Bundesliga spielen wollte.
Der Däne wechselte jedoch zur Saison 2007/08 zum Mitabsteiger 1. FSV Mainz 05; sein erster Vertrag lief über drei Jahre. Telefonische und persönliche Gespräche mit dem Trainer Jürgen Klopp hatten mit zu seiner Entscheidung geführt, das Angebot der Mainzer anzunehmen, und nicht zurück nach Dänemark zu wechseln. Wegen anhaltender Probleme mit seiner Achillessehne musste Svensson zu Beginn der Saison 2007/08 seinen eingeplanten Stammplatz in der Abwehr an Neven Subotić abgeben. Auch sein zweites Jahr bei Mainz 05 war geprägt von dieser Verletzung, die eine Operation notwendig machte. Nach dem Wiederaufstieg der Mainzer in die Bundesliga im Sommer 2009 spielte Svensson als Innenverteidiger und gelegentlich im defensiven Mittelfeld. Nach der Saison 2013/14 beendete er seine Spielerkarriere. Insgesamt hatte er 109 Spiele für Mainz 05 in der ersten und zweiten Bundesliga absolviert.

### Nationalmannschaft
In der dänischen A-Nationalmannschaft kam Svensson am 27. Mai 2006 gegen Paraguay zu seinem ersten Länderspieleinsatz. Am 20. März 2011 wurde er nach fünf Jahren für das Spiel am 26. März 2011 gegen die Auswahl Norwegens in der Qualifikation zur Europameisterschaft 2012 und für das Freundschaftsspiel am 30. März 2011 gegen die Auswahl der Slowakei aufgeboten und kam in beiden Spielen zum Einsatz. Danach gehörte er zum erweiterten Kader der Mannschaft von Morten Olsen, absolvierte aber kein weiteres Spiel.

## Karriere als Trainer

### Anfänge in Mainz
Als sein Landsmann Kasper Hjulmand im Mai 2014 neuer Trainer bei Mainz 05 wurde, hospitierte Svensson bei ihm und wurde später in den Trainerstab übernommen. Auch unter Hjulmands Nachfolger Martin Schmidt war er ab Mitte Februar 2015 bis zum Ende der Saison 2014/15 Co-Trainer.
Zur Saison 2015/16 wurde Svensson schließlich Cheftrainer der Mainzer B2-Junioren (U16), ehe er in der Winterpause die B1-Junioren (U17) in der B-Junioren-Bundesliga übernahm. Mit der U17 schloss er die Saison auf dem 9. Platz in der Staffel Süd/Südwest ab und erreichte in der Saison 2016/17 den 4. Platz. Zur Saison 2017/18 übernahm Svensson die A-Junioren (U19) in der A-Junioren-Bundesliga und absolvierte parallel dazu in Dänemark eine Ausbildung zum Fußballlehrer. Mit der U19 schloss er die Spielzeit in der Staffel Süd/Südwest auf dem 4. Platz ab. In der Saison 2018/19 folgte hinter dem VfB Stuttgart der 2. Platz.

### FC Liefering
Zur Saison 2019/20 übernahm Svensson den österreichischen Zweitligisten FC Liefering. Der Wechsel war ursprünglich erst ein Jahr später mit seinem Vertragsende in Mainz vorgesehen, wurde aber auf Svenssons Wunsch vorgezogen. Er unterschrieb beim Farmteam des FC Red Bull Salzburg einen bis zum 30. Juni 2023 laufenden Vertrag, der eine Ausstiegsklausel nur für den Fall einer Rückkehr zu Mainz 05 jeweils zum Saisonende beinhaltete.
Mit der jungen Mannschaft erreichte er hinter der SV Ried und SK Austria Klagenfurt den 3. Platz. In der Saison 2020/21 stand Svenssons Mannschaft während der Winterpause hinter dem SV Lafnitz auf dem 2. Platz. Zum Jahreswechsel 2020/21 kam der FC Liefering Svenssons Wunsch nach, sein Engagement vorzeitig zu beenden, um ihm eine Rückkehr zu Mainz 05 zu ermöglichen.

### Rückkehr zu Mainz 05

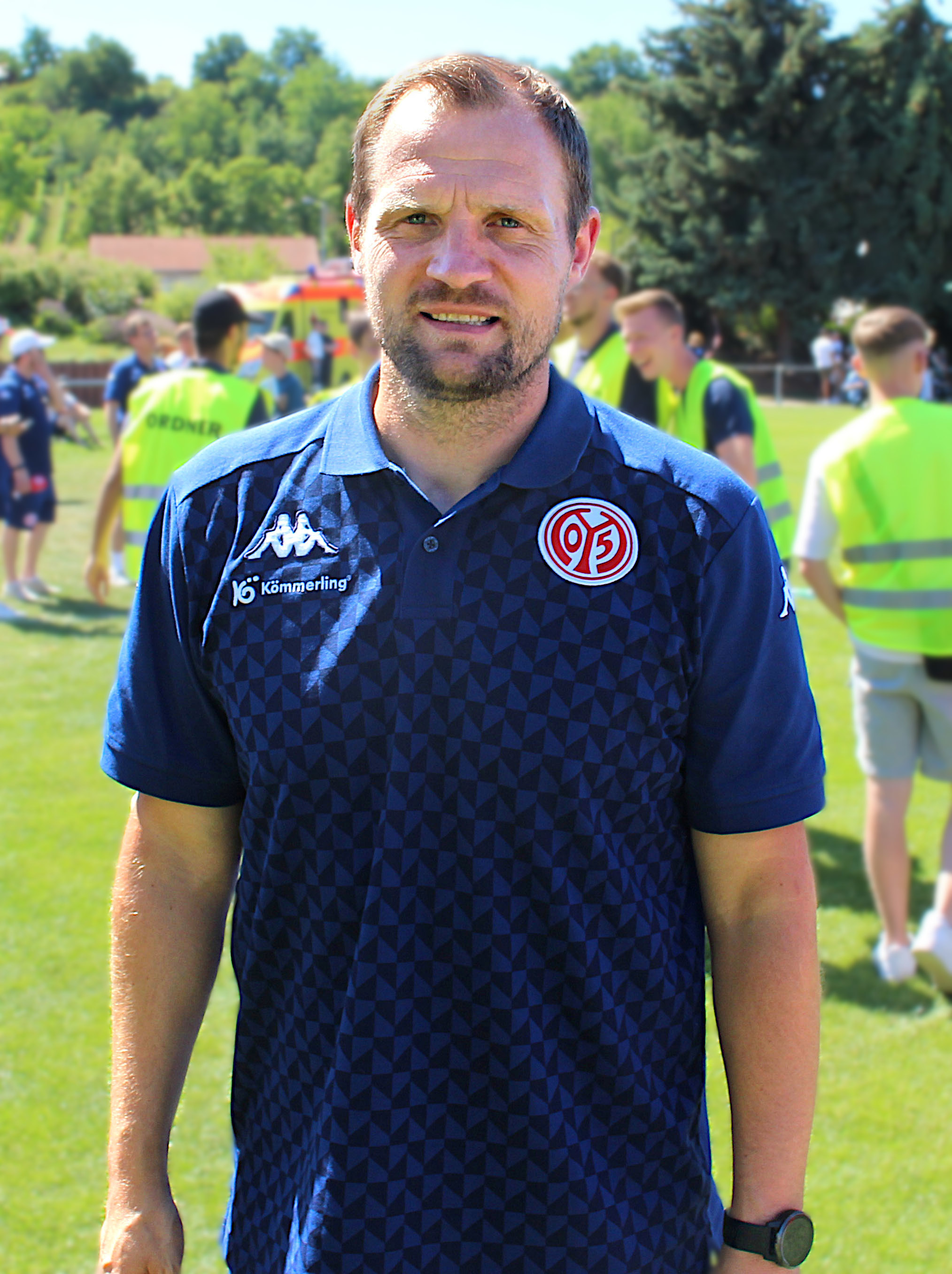
Mainz-Trainer Bo Svensson bei einem Testspiel in Guntersblum (2022)

Anfang Januar 2021 kehrte Svensson zum 1. FSV Mainz 05 zurück und übernahm die Bundesligamannschaft als vierter Cheftrainer in der Saison 2020/21 von Interimstrainer Jan Siewert. Einige Tage zuvor hatte der Verein Christian Heidel und Martin Schmidt in die sportliche Leitung berufen, die beide mit ihm schon in der Vergangenheit bei Mainz 05 zusammengearbeitet hatten. Svensson brachte als Co-Trainer Babak Keyhanfar, der schon sein Assistent als A-Jugendtrainer bei den Mainzern gewesen war, aus Liefering mit. Das Team stand nach dem 14. Spieltag mit nur sechs Punkten auf dem 17. Tabellenplatz und hatte vier Punkte Rückstand auf den Relegationsplatz. Aus den nächsten 12 Spielen bis zur Länderspielpause Ende März 2021 holte die Mannschaft unter Svensson 18 Punkte und verließ erstmals seit dem 8. Spieltag die Abstiegszone der Tabelle. Die Saison beendete Svenssons Mannschaft mit 39 Punkten als Tabellenzwölfter; mit 32 gewonnenen Punkten in der Rückrunde hatte das Team die beste Rückrunde der Vereinsgeschichte gespielt.
In der Saison 2021/22 geriet die Mannschaft zu keinem Zeitpunkt in Abstiegsgefahr und wurde am Ende Tabellenachter. Svensson war im Januar 2022 der erste Bundesligatrainer, der nach einer vierten gelben Karte für das nächste Spiel für den Innenraum gesperrt wurde. Im Spiel gegen Greuther Fürth wurde er von seinem Co-Trainer Keyhanfar vertreten. Insgesamt wurde er in dieser Saison siebenmal verwarnt. In der Fußball-Bundesliga 2022/23 erreichte er mit dem Team den neunten Tabellenplatz, vier Punkte hinter einem UEFA-Europa-Conference-League-Platz.
Nach einer Serie von sieglosen Spielen in der Bundesligasaison 2023/24 – die Mannschaft lag mit drei Punkten nach neun Spieltagen auf dem letzten Tabellenplatz – und dem Ausscheiden in der zweiten DFB-Pokalrunde gegen den Zweitligisten Hertha BSC trat Svensson am 2. November 2023 als Cheftrainer von Mainz 05 zurück.

### 1. FC Union Berlin
Zur Saison 2024/25 übernahm Svensson den Bundesligisten 1. FC Union Berlin. Die Unioner starteten gut in die Saison und standen nach dem siebten Spieltag mit 14 Punkten auf dem fünften Platz. Darauf folgten allerdings acht sieglose Ligaspiele in Folge sowie ein Ausscheiden im DFB-Pokal gegen den Drittligisten Arminia Bielefeld. Die Mannschaft ging mit 17 Punkten aus 15 Spielen und Platz 12 in die Winterpause, in der Svensson freigestellt wurde.

## Persönliches
Svensson hatte als Spieler unter den später international erfolgreichen Cheftrainern Jürgen Klopp und Thomas Tuchel gespielt; von beiden hat er „viel gelernt“, was ihm als Trainer „ungemein weiterhilft“. Ohne Klopp und Tuchel wäre er „vermutlich jetzt kein Trainer“. Gespräche mit Klopp hatten schon 2007 zu seinem Wechsel von Borussia Mönchengladbach zu Mainz 05 beigetragen.
Bevor er Fußballprofi wurde, hatte Svensson ein Literaturstudium begonnen. Auch nach seinem Karriereende als Spieler im Jahre 2014 hatte er Pläne, zu studieren und Lehrer zu werden, ehe der neue Mainzer Trainer Kasper Hjulmand ihn in seinen Trainerstab übernahm. Zu Hjulmand, der später Trainer der dänischen Nationalmannschaft werden sollte, pflegt er weiterhin engen Kontakt.
Svensson ist verheiratet und hat drei Kinder. Seine Familie lebte auch während seiner Zeit als Trainer in Liefering in Mainz; er pendelte an den Wochenenden von Salzburg nach Rheinhessen.
Während seiner Zeit bei Borussia Mönchengladbach verständigte er sich hauptsächlich auf Englisch und lernte erst in Mainz, Deutsch zu sprechen.

## Erfolge
mit dem FC Kopenhagen
- Dänischer Meister: 2001, 2003, 2004
- Dänischer Pokalsieger: 2004
- Royal-League-Sieger: 2005

mit Mainz 05
- Aufstieg in die Bundesliga: 2009